# Breakfast Creek
Breakfast Creek är ett vattendrag i Australien. Det ligger i regionen Brisbane och delstaten Queensland, nära delstatshuvudstaden Brisbane.
Runt Breakfast Creek är det i huvudsak tätbebyggt. Runt Breakfast Creek är det mycket tätbefolkat, med 1 956 invånare per kvadratkilometer. Genomsnittlig årsnederbörd är 1 434 millimeter. Den regnigaste månaden är januari, med i genomsnitt 283 mm nederbörd, och den torraste är oktober, med 22 mm nederbörd.